# Incidente ferroviario di Fornacette
L'incidente ferroviario di Fornacette è stato un incidente ferroviario avvenuto la mattina del 10 marzo 1978, al km 63 della ferrovia Pisa-Firenze, nella località di Fornacette nel comune di Calcinaia.

## Dinamica dell'incidente
Alle 6:58 del mattino le motrici del treno 2371, proveniente dalla stazione di Pisa Centrale e diretto alla stazione di Firenze Santa Maria Novella, cominciarono a deragliare a 70 metri dal ponte di ferro provvisorio sul canale emissario del Bientina montato nel 1975 dal genio ferrovieri; a quaranta metri da quest’ultimo, le motrici iniziarono a marciare con le ruote sui sassi della massicciata per poi andare a fracassarsi contro il pilone del ponte. 
In un primissimo momento, nei quartieri limitrofi allo schianto, si sparse la voce di un attentato terroristico, ma dopo poche ore le forze dell’ordine eliminarono questa ipotesi poiché la struttura del ponte di ferro era in perfetto stato e nessun elemento faceva supporre un gesto criminale. 
Inizialmente l'ipotesi di un possibile deragliamento non fu nemmeno presa in considerazione perché in quel tratto il treno avrebbe dovuto procedere a 30 km/h. Ma dopo le ricostruzioni venne riscontrato che proprio quest’ultima impensabile ipotesi era la vera causa dell’incidente: non è mai stato chiaro il motivo per il quale Marco Cupido, il macchinista del diretto Pisa-Firenze, non abbia rispettato i limiti imposti per quel tratto. Ciò che è sicuro è che il macchinista, a Pisa, prima di iniziare la corsa, aveva ricevuto la tabella di prescrizione dove erano segnati tutti i limiti di velocità da seguire durante il percorso, ed inoltre non era la prima volta che conduceva il treno in quella tratta. 
Gli abitanti delle zone limitrofe al ponte di ferro raccontarono di aver sentito un tonfo sordo preceduto dallo stridore dei freni e dallo sferragliare delle lamiere. Furono proprio loro, insieme agli operai della Pistoni Asso (una tra le più importanti fabbriche del comune di Calcinaia) che a quell’ora si stavano recando al lavoro, a lanciare i primi allarmi.
Le persone che per prime andarono sul luogo, riuscirono a tirar fuori con le loro mani tutte le persone che non erano rimaste intrappolate tra le lamiere, ma per estrarre gli altri corpi furono necessarie più di trenta ore di lavoro con la fiamma ossidrica: lavoro protrattosi anche durante la notte grazie all’illuminazione di potenti fari che resero ancor più drammatica e angosciante l'intera scena.
La linea ferroviaria Pisa-Firenze rimase interrotta per diverse settimane per permettere la completa rimozione dei rottami del treno, ma anche perché, a causa dell’incidente, la stabilità del ponte era precaria. Il collegamento Pisa-Firenze venne comunque garantito dalla linea alternativa Pisa-Lucca-Pistoia-Firenze.

## Bilancio
I passeggeri erano per la maggior parte studenti e lavoratori della fabbrica della Piaggio che quotidianamente prendevano quel treno per recarsi al lavoro.
Il bilancio dell’incidente fu di 5 morti: 
- Marco Cupido, il macchinista
- Alessandro Severi, l’aiuto macchinista
- Piero Monti, il conduttore
- Piero Mura, un passeggero operaio

I feriti, gravi e non, arrivarono quasi a 100. 
A distanza di un mese morì per le gravi ferite anche Guido D'Alfonso, maresciallo in pensione della P.S., convocato a Firenze per una visita medica.
Secondo altre fonti il bilancio dell'incidente fu di 6 morti e 44 persone ferite.